# Nowy Kawęczyn (Łódź)
Pour les articles homonymes, voir Nowy Kawęczyn.
Nowy Kawęczyn est une localité polonaise, siège de la gmina de Nowy Kawęczyn, située dans le powiat de Skierniewice en voïvodie de Łódź.